# HD 204873
HD 204873，又名CP-5310092，SAO 247080、HR 8233，是一颗恒星，视星等为6.41，位于銀經343.97，銀緯-45.45，其B1900.0坐标为赤經21h 26m 22.4s，赤緯-53° -45.45′ 44″。